# Fehlheim

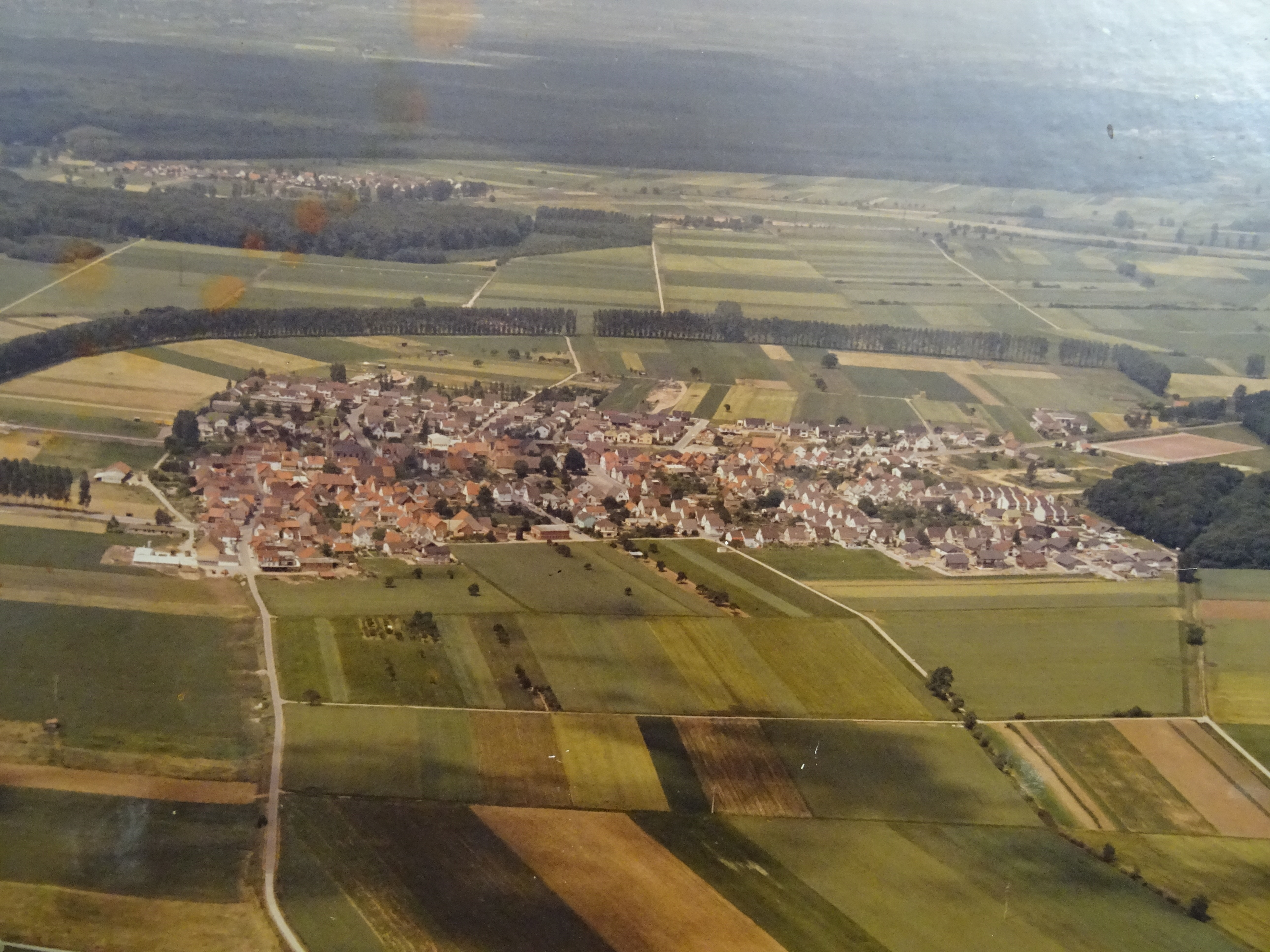
Fehlheim 1970er

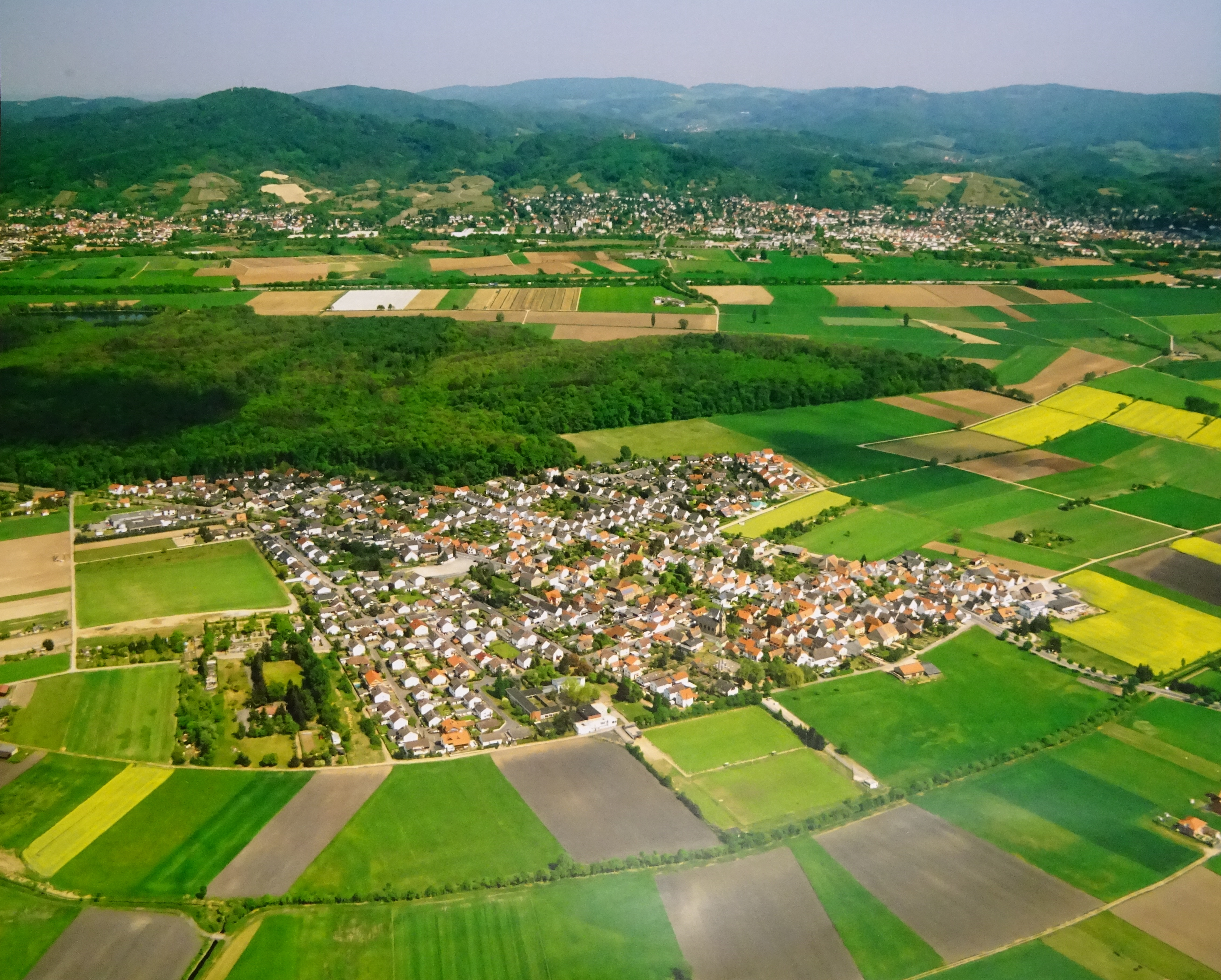
Fehlheim 2000er

Fehlheim ist ein im Hessischen Ried gelegener Stadtteil von Bensheim. Es liegt circa vier Kilometer westlich von Bensheim.

## Geographie
Fehlheim liegt im Hessischen Ried und ist mit rund 1700 Einwohnern nach Auerbach der zweitgrößte Bensheimer Stadtteil. In unmittelbarer Nähe von Fehlheim befindet sich ein Naherholungsgebiet um den Niederwaldsee, der jedoch zur Gemarkung Bensheim-Auerbach gehört.

## Geschichte

### Überblick
Der Ort wurde am 6. Juni 782 erstmals urkundlich in einem Schenkungsbuch des Klosters Lorsch erwähnt. Hurfelden, so der damalige Name, kam damit unter die Herrschaft des Klosters. Der Name leitet sich möglicherweise von Horo (althochdeutsch für Sumpf) oder aber von Hur (mittelhochdeutsch für Heuer, Miete, Zins) ab, was so viel wie an „Zinspflichtige vergebenes Königsland“ bedeutet. Es ist wahrscheinlich, dass bereits vor 782 eine Siedlung existierte. Darüber gibt es allerdings keine schriftliche Aufzeichnungen.
Bis um das Jahr 1130 gehörte Fehlheim zum Kloster Lorsch. 1232 kam das Kloster zum Erzstift Mainz und wurde 1461 an die Kurpfalz verpfändet, die das Kloster 1564 aufhob. Im Laufe des Dreißigjährigen Krieges kam Fehlheim wieder unter Kurmainzer Herrschaft. Durch den Reichsdeputationshauptschluss 1803 fiel Fehlheim dann an den Landgrafen von Hessen-Darmstadt, der sich 1806 unter Druck Napoleons dem Rheinbund anschloss und zum Großherzog erhoben wurde.
1803 wurden lediglich 269 Bewohner gezählt, denn ein paar Jahrhunderte zuvor hatten Kriege und Epidemien, Pest und Cholera die Bevölkerung dezimiert. Im Gegensatz zu anderen umliegenden Dörfern, hatten die Fehlheimer die Erlaubnis, sich hinter die schützenden Mauern der Stadt Bensheim zurückzuziehen und bei deren Verteidigung zu helfen. So geschah es im Jahr 1620, als im Zuge des Dreißigjährigen Krieges der spanische General Ambrosio Spinola vor den Toren stand.
Die Statistisch-topographisch-historische Beschreibung des Großherzogthums Hessen berichtet 1829 über Fehlheim:

„Fehlheim (L. Bez. Bensheim) kath. Filialdorf; liegt 1 St. von Bensheim, hat 47 Häuser und 408 kath. Einw. und 1 Kapelle, mit welcher das Schulhaus verbunden ist. Dieser Ort ist ohne Zweifel das alte Hurfelden, das in einer Lorcher Urkunde von 782 vorkommt. Es wird Velheim und gemeiniglich Fehlen genannt und kam 1802 von Mainz an Hessen.“

Am 17. Dezember 1957 wurde im Nibelungensaal des Lorscher Rathauses der „Wasserbeschaffungsverband Riedgruppe Ost“ gegründet, dem neben Fehlheim auch die damaligen Gemeinden Einhausen, Lorsch, Rodau und Schwanheim angehörten. Im Dezember 1958 wurde daraufhin mit dem Bau des Wasserwerkes „Kannegießer Tannen“ begonnen und ein Jahr später konnte der Verbandsvorsteher in Einhausen verkünden: „Für 15.000 Riedbewohner läuft jetzt Wasser aus den Hähnen – und wir wollen dankbar sein“. Es folgte im September 1960 das Wasserwerk „Kannegießer Tannen“ an der Gemarkungsgrenze zwischen Lorsch und Einhausen.
Das mit einem Kostenaufwand von 4,5 Millionen D-Mark errichtete Wasserwerk, zusammen mit den 74 Kilometern verlegter Rohrleitungen, wurde nach dessen Fertigstellung als „Größtes Gemeinschaftsprojekt des Kreises Bergstraße“ bezeichnet.
Fehlheim gehörte über längere Zeit zu Bensheim und dessen Gemarkung, hatte aber seinen eigenen Schultheißen. Erst im Jahre 1831 wurde es eine selbstständige Gemeinde mit eigener Gemeindeverwaltung. Die Eigenverantwortung dauert bis ins Jahr 1971. Am 1. Juli 1971 wurde Fehlheim im Zuge der Gebietsreform in Hessen auf freiwilliger Basis nach Bensheim eingemeindet. Für Fehlheim wurde ein Ortsbezirk mit Ortsbeirat und Ortsvorsteher nach der Hessischen Gemeindeordnung eingerichtet.

### Verwaltung
Unter Kurmainzer und Kurpfälzer Herrschaft gehörte Fehlheim zur „Zent Heppenheim“ des Amtes und späteren „Oberamtes Starkenburg“. Im Jahr 1782 führte Kurmainz eine Verwaltungsreform durch, bei der Fehlheim der neu geschaffenen „Amtsvogtei Bensheim“ zugeordnet wurde. Diese war dem „Oberamt Starkenburg“ des „Unteren Erzstifts“ im „Kurfürstentum Mainz“ unterstellt.
Als das „Oberamt Starkenburg“ infolge des Reichsdeputationshauptschlusses von 1803 an die Landgrafschaft Hessen-Darmstadt, die sich ab 1806 Großherzogtum Hessen nannte, fiel, wurde die „Amtsvogtei Bensheim“ unter hessischer Hoheit bis 1820 weiter geführt, während das Oberamt 1815 aufgelöst wurde. 1821 erfolgte eine umfassende Verwaltungsreform, bei der die Amtsvogteien in den Provinzen Starkenburg und Oberhessen des Großherzogtums aufgelöst und Landratsbezirke eingeführt wurden, wobei Fehlheim zum Landratsbezirk Bensheim kam. Im Rahmen dieser Reform wurden auch Landgerichte geschaffen, die jetzt unabhängig von der Verwaltung waren. Die Landgerichtsbezirke entsprachen in ihrem Umfang den Landratsbezirken und für den Landratsbezirk Bensheim war das Landgericht Zwingenberg als Gericht erster Instanz zuständig. Der Gerichtssitz wurde bewusst vom Landratssitz getrennt, um die Unabhängigkeit der Justiz zu unterstreichen. Diese Reform ordnete auch die administrative Verwaltung auf Gemeindeebene. So war die Bürgermeisterei in Bensheim auch für Fehlheim zuständig, wobei seit 1820 die Bürgermeister durch die Gemeinde gewählt wurden und es keine Einsetzungen von Schultheißen mehr gab.
1832 wurden die Einheiten ein weiteres Mal vergrößert und es wurden Kreise geschaffen. Dadurch gelangte Fehlheim im August 1832 in den Kreis Bensheim. 1842 wurde das Steuersystem im Großherzogtum reformiert und der Zehnte und die Grundrenten (Einnahmen aus Grundbesitz) wurden durch ein Steuersystem ersetzt, wie es in den Grundzügen heute noch existiert.
Infolge der Märzrevolution 1848 wurden in den Provinzen die Kreise und Landratsbezirke des Großherzogtums am 31. Juli 1848 abgeschafft und durch „Regierungsbezirke“ ersetzt, was jedoch bereits am 12. Mai 1852, im Laufe der Reaktionsära, wieder rückgängig gemacht wurde. Dadurch gehörte Fehlheim zwischen 1848 und 1852 zum Regierungsbezirk Heppenheim, bevor wieder der Kreis Bensheim für die übergeordnete Verwaltung zuständig war.
Die hessischen Provinzen Starkenburg, Rheinhessen und Oberhessen wurden 1937 nach der 1936 erfolgten Auflösung der Provinzial- und Kreistage aufgehoben. Zum 1. November 1938 trat dann eine umfassende Gebietsreform auf Kreisebene in Kraft. In der ehemaligen Provinz Starkenburg war der Kreis Bensheim besonders betroffen, da er aufgelöst und zum größten Teil dem Kreis Heppenheim zugeschlagen wurde. Der Kreis Heppenheim übernahm auch die Rechtsnachfolge des Kreises Bensheim und erhielt den neuen Namen Landkreis Bergstraße.
Das Großherzogtum Hessen war von 1815 bis 1866 ein Mitgliedsstaat des Deutschen Bundes und ab 1871 ein Bundesstaat des Deutschen Reiches. Es bestand bis 1919, nach dem Ersten Weltkrieg wurde das Großherzogtum zum republikanisch verfassten Volksstaat Hessen. 1945 nach Ende des Zweiten Weltkriegs befand sich das Gebiet des heutigen Hessen in der amerikanischen Besatzungszone und durch Weisung der Militärregierung entstand Groß-Hessen, aus dem das Bundesland Hessen in seinen heutigen Grenzen hervorging.
Im Jahr 1961 wurde die Gemarkungsgröße mit 269 ha angegeben, davon waren 2 ha Wald.
Verwaltungsgeschichte im Überblick
Die folgende Liste zeigt die Staaten und Verwaltungseinheiten, denen Fehlheim angehört(e):
- vor 1782: Heiliges Römisches Reich, Kurfürstentum Mainz, Amt Starkenburg (1461–1650 an Kurpfalz verpfändet), Zent Heppenheim
- ab 1782: Heiliges Römisches Reich, Kurfürstentum Mainz, Unteres Erzstift, Oberamt Starkenburg, Amtsvogtei Bensheim
- ab 1803: Heiliges Römisches Reich, Landgrafschaft Hessen-Darmstadt,[Anm. 2] Fürstentum Starkenburg, Amt Bensheim
- ab 1806: Großherzogtum Hessen,[Anm. 3] Fürstentum Starkenburg, Amt Bensheim[14]
- ab 1815: Großherzogtum Hessen[Anm. 4], Provinz Starkenburg, Amt Bensheim
- ab 1821: Großherzogtum Hessen, Landratsbezirk Bensheim[Anm. 5]
- ab 1832: Großherzogtum Hessen, Provinz Starkenburg, Kreis Bensheim
- ab 1848: Großherzogtum Hessen, Regierungsbezirk Heppenheim
- ab 1852: Großherzogtum Hessen, Provinz Starkenburg, Kreis Bensheim
- ab 1871: Deutsches Reich,[Anm. 6] Großherzogtum Hessen, Provinz Starkenburg, Kreis Bensheim
- ab 1918: Deutsches Reich (Weimarer Republik), Volksstaat Hessen,[Anm. 7] Provinz Starkenburg, Kreis Bensheim
- ab 1938: Deutsches Reich, Volksstaat Hessen, Landkreis Bergstraße[15][Anm. 8]
- ab 1945: Amerikanische Besatzungszone,[Anm. 9] Groß-Hessen, Regierungsbezirk Darmstadt, Landkreis Bergstraße
- ab 1946: Amerikanische Besatzungszone, Land Hessen, Regierungsbezirk Darmstadt, Landkreis Bergstraße
- ab 1949: Bundesrepublik Deutschland, Land Hessen, Regierungsbezirk Darmstadt, Landkreis Bergstraße
- ab 1971: Bundesrepublik Deutschland, Land Hessen, Regierungsbezirk Darmstadt, Landkreis Bergstraße, Stadt Bensheim[Anm. 10]

### Gerichte
In der Landgrafschaft Hessen-Darmstadt wurde mit Ausführungsverordnung vom 9. Dezember 1803 das Gerichtswesen neu organisiert. Für die Provinz Starkenburg wurde das Hofgericht Darmstadt als Gericht der zweiten Instanz eingerichtet. Die Rechtsprechung der ersten Instanz wurde durch die Ämter bzw. Standesherren vorgenommen. Das Hofgericht war für normale bürgerliche Streitsachen Gericht der zweiten Instanz, für schriftsässige Familienrechtssachen und Kriminalfälle die erste Instanz. Übergeordnet war das Oberappellationsgericht Darmstadt.
Mit der Gründung des Großherzogtums Hessen 1806 wurde diese Funktion beibehalten, während die Aufgaben der ersten Instanz 1821 im Rahmen der Trennung von Rechtsprechung und Verwaltung auf die neu geschaffenen Landgerichte übergingen. Die zuständige Gerichtsbarkeit der ersten Instanz lag ab 1821 beim Landgericht Zwingenberg, ab 1879 beim Amtsgericht Zwingenberg. In der Bundesrepublik Deutschland sind die übergeordneten Instanzen das Landgericht Darmstadt, das Oberlandesgericht Frankfurt am Main sowie der Bundesgerichtshof als letzte Instanz.
Im Jahr 1934 wurde das Amtsgericht Zwingenberg aufgelöst und dessen Aufgaben an das Amtsgericht Bensheim übertragen.

### Bevölkerung

#### Einwohnerstruktur
Nach den Erhebungen des Zensus 2011 lebten am Stichtag dem 9. Mai 2011 in Fehlheim 1692 Einwohner. Darunter waren 57 (3,4 %) Ausländer.
Nach dem Lebensalter waren 252 Einwohner unter 18 Jahren, 723 waren zwischen 18 und 49, 399 zwischen 50 und 64 und 318 Einwohner waren älter.
Die Einwohner lebten in 399 Haushalten. Davon waren 183 Singlehaushalte, 213 Paare ohne Kinder und 228 Paare mit Kindern, sowie 63 Alleinerziehende und 12 Wohngemeinschaften. In 138 Haushalten lebten ausschließlich Senioren und in 468 Haushaltungen leben keine Senioren.

#### Einwohnerentwicklung
| • 1623: | 012 Einwohner            |
| • 1806: | 259 Einwohner, 47 Häuser |
| • 1829: | 408 Einwohner, 47 Häuser |
| • 1867: | 542 Einwohner, 72 Häuser |

| Fehlheim: Einwohnerzahlen von 1806 bis 2023 | Fehlheim: Einwohnerzahlen von 1806 bis 2023 | Fehlheim: Einwohnerzahlen von 1806 bis 2023 | Fehlheim: Einwohnerzahlen von 1806 bis 2023 | Fehlheim: Einwohnerzahlen von 1806 bis 2023 |
| --- | ------------------------------------------- | ------------------------------------------- | ------------------------------------------- | ------------------------------------------- |
| Jahr |                                             |                                             |                                             | Einwohner                                   |
| 1806 | 1806                                        |                                             | 259                                         | 259                                         |
| 1829 | 1829                                        |                                             | 408                                         | 408                                         |
| 1834 | 1834                                        |                                             | 412                                         | 412                                         |
| 1840 | 1840                                        |                                             | 470                                         | 470                                         |
| 1846 | 1846                                        |                                             | 483                                         | 483                                         |
| 1852 | 1852                                        |                                             | 557                                         | 557                                         |
| 1858 | 1858                                        |                                             | 607                                         | 607                                         |
| 1864 | 1864                                        |                                             | 573                                         | 573                                         |
| 1871 | 1871                                        |                                             | 554                                         | 554                                         |
| 1875 | 1875                                        |                                             | 534                                         | 534                                         |
| 1885 | 1885                                        |                                             | 565                                         | 565                                         |
| 1895 | 1895                                        |                                             | 543                                         | 543                                         |
| 1905 | 1905                                        |                                             | 592                                         | 592                                         |
| 1910 | 1910                                        |                                             | 696                                         | 696                                         |
| 1925 | 1925                                        |                                             | 758                                         | 758                                         |
| 1939 | 1939                                        |                                             | 820                                         | 820                                         |
| 1946 | 1946                                        |                                             | 1.053                                       | 1.053                                       |
| 1950 | 1950                                        |                                             | 1.091                                       | 1.091                                       |
| 1956 | 1956                                        |                                             | 1.122                                       | 1.122                                       |
| 1961 | 1961                                        |                                             | 1.147                                       | 1.147                                       |
| 1967 | 1967                                        |                                             | 1.259                                       | 1.259                                       |
| 1970 | 1970                                        |                                             | 1.401                                       | 1.401                                       |
| 1980 | 1980                                        |                                             | ?                                           | ?                                           |
| 1990 | 1990                                        |                                             | ?                                           | ?                                           |
| 2000 | 2000                                        |                                             | ?                                           | ?                                           |
| 2007 | 2007                                        |                                             | 1.751                                       | 1.751                                       |
| 2010 | 2010                                        |                                             | 1.727                                       | 1.727                                       |
| 2011 | 2011                                        |                                             | 1.692                                       | 1.692                                       |
| 2015 | 2015                                        |                                             | 1.706                                       | 1.706                                       |
| 2019 | 2019                                        |                                             | 1.700                                       | 1.700                                       |
| 2023 | 2023                                        |                                             | 1.971                                       | 1.971                                       |
| Datenquelle: Historisches Gemeindeverzeichnis für Hessen: Die Bevölkerung der Gemeinden 1834 bis 1967. Wiesbaden: Hessisches Statistisches Landesamt, 1968. Weitere Quellen: LAGIS; Stadt Bensheim; Zensus 2011 |                                             |                                             |                                             |                                             |

#### Religionszugehörigkeit
| • 1829: | 412 katholische (= 100 %) Einwohner                                |
| • 1961: | 87 evangelische (= 7,59 %), 1055 katholische (= 91,98 %) Einwohner |

## Politik
Für Fehlheim besteht ein Ortsbezirk (Gebiete der ehemaligen Gemeinde Fehlheim) mit Ortsbeirat und Ortsvorsteher nach der Hessischen Gemeindeordnung.
Der Ortsbeirat besteht aus sechs Mitgliedern. Seit den Kommunalwahlen in Hessen 2021 gehören ihm sieben Mitglieder der Wählerliste „Freie Wählerliste fehlheim“ (FWF) an. Die Wahlbeteiligung zum Ortsbeirat lag bei 51,86 %. Ortsvorsteher ist Stefan.

## Sehenswertes und Kultur

### Altes Rathaus
Das Alte Rathaus gegenüber der katholischen Pfarrkirche stammt aus dem frühen 18. Jahrhundert. Das Dach ist mit handgestrichenen Biberschwänzen gedeckt und hat eine verschieferte Firstbekrönung aus einem sechsseitigen Dachreiter mit Zwiebelhaube und Schallöffnungen für die darin befindliche Glocke. Die Glocke wurde im Jahr 1742 von Johann Caspar Schrader in Worms gegossen. Das Gebäude steht als Kulturdenkmal unter Denkmalschutz.

### St.-Bartholomäus-Kirche
Die katholische St.-Bartholomäus-Kirche steht in der Kirchstraße 2 in unmittelbarer Nähe des zentralen Dorfplatzes. Die Kirche wurde 1844 nach Plänen des Bensheimer Kreisbaumeisters Michael Mittermayer gebaut. Es ist ein schlichter vierachsiger Saalbau aus gelbem Sandstein. Auch die St.-Bartholomäus-Kirche steht unter Denkmalschutz.
Mit der Kirche eng verbunden ist der Katholische Kirchenmusikverein „St. Bartholomäus“ mit zahlreichen Auftritten im kirchlichen und „weltlichen“ Bereich über das ganze Jahr, z. B. auch beim italienisch-deutschen Bensheimer Passionsspiel an Karfreitag.

### Sportvereine
Der Sportverein VfR Fehlheim wurde 1929 gegründet. Die erste Fußball-Mannschaft spielt in der Verbandsliga Süd (Stand Januar 2023). Das Team feiert in der Saison 22/23 das erfolgreichste Jahr der Vereinsgeschichte mit der Meisterschaft in der Gruppenliga Darmstadt.
Die Tischtennis Abteilung des Vereins hatte ihren größten Erfolg im Jahre 2006, als die weibliche Jugend Deutscher Meister wurde. Zurzeit spielt die Erste Herrenmannschaft in der Oberliga Hessen (Stand Januar 2016).